# Licomedes da Arcádia
Licomedes (Licomedēs), político árcade, morto em 366 a.C.
Licomedes desempenhou papel de relevo na formação da Liga da Arcádia, no Século IV a.C., encorajando os árcades a resistir às pretensões tebanas, para preservar sua independência.
Foi assassinado após concluir uma aliança com Atenas.